# Ibérica (revista)
Ibérica fue una revista de periodicidad mensual, editada en Nueva York, que se publicó entre 1953 y 1974. Estuvo relacionada con la oposición democrática antifranquista española.
Fue dirigida por Victoria Kent desde 1954, después de haberse publicado durante el primer año en forma de boletín informativo, dependiente de una revista llamada Hemispherica. En ella colaboró con artículos el diplomático y escritor Salvador de Madariaga, una recopilación de los cuales fue publicada en 1982 bajo el título Mi respuesta, así como también Raúl Morodo, Enrique Tierno Galván, Ramón J. Sender, Albert Camus, Juan Goytisolo, Manuel Tuñón de Lara, Dionisio Ridruejo, Mario Soares, Humberto Delgado, Francisco Ramos da Costa o Emídio Guerreiro, entre otros. La revista contó con el apoyo económico de la mecenas estadounidense Louise Crane, pareja de Victoria Kent, quien ejerció también como coeditora, traductora y administrativa de la revista. En sus páginas se dio espacio tanto a la oposición a la dictadura de Franco en España como a la de Salazar en Portugal.